# Флутура
Флутура (рум. Flutura) — село у Теленештському районі Молдови. Входить до складу комуни, адміністративним центром якої є село Тиршицей.

## Населення
За даними перепису населення 2004 року у селі проживали 278 осіб.
Національний склад населення села:
| Національність | Кількість осіб | Відсоток |
| -------------- | -------------- | -------- |
| молдавани      | 148            | 53,2%    |
| українці       | 128            | 46,0%    |
| росіяни        | 2              | 0,7%     |
| Всього         | 278            | 100%     |

## Відомі особистості
В поселенні народився:
- Думітру Круду (* 1968) — молдовський прозаїк, драматург та публіцист.